# Maià de Montcal
Maià de Montcal – gmina w Hiszpanii, w prowincji Girona, w Katalonii, o powierzchni 16,88 km². W 2011 roku gmina liczyła 443 mieszkańców.